# The Glory Hole
The Glory Hole – czwarty album szkockiego zespołu Goodbye Mr. Mackenzie. 

## Lista utworów
1. "Ugly Child"
2. "Trash It"
3. "She's Got Eggs"
4. "Troubling You"
5. "Space Neurotic"
6. "Overboard"
7. "Concrete"
8. "The Prince of Wales"
9. "Crewcut"
10. "House on Fire"
11. "Neuromental"